# Susanna Hall

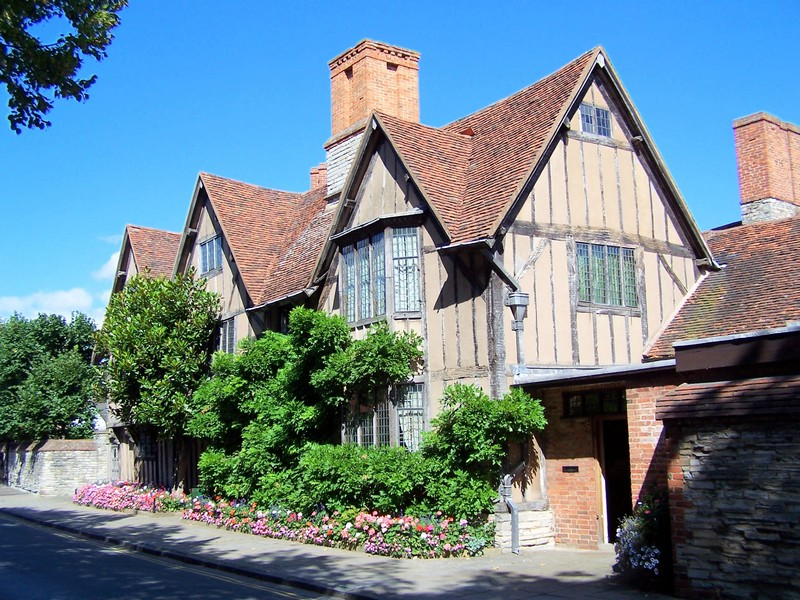
Haus, in dem Susanna Hall und John Hall bis 1616 lebten

Susanna Hall (* 1583 in Stratford-upon-Avon als Susanna Shakespeare; † 11. Juli 1649 ebenda) war das älteste Kind von William Shakespeare und Anne Hathaway sowie die Schwester der Zwillinge Judith Quiney und Hamnet Shakespeare.

## Leben

Unterschrift von Susanna Hall

Susanna Shakespeare wurde 1583 sechs Monate nach der Hochzeit ihrer Eltern in Stratford-upon-Avon geboren. Sie wurde am Dreifaltigkeitssonntag am 26. Mai 1583 in der Dreifaltigkeitskirche in Stratford-upon-Avon getauft und wuchs in Stratford-upon-Avon zusammen mit ihren jüngeren Geschwistern, den Zwillingen Hamnet und Judith, auf. Wie die meisten Frauen im 17. Jahrhundert war sie nicht gebildet und konnte weder lesen noch schreiben. Susanna heiratete John Hall, einen angesehenen Arzt, am 5. Juni 1607 in der Holy Trinity Church und nahm seinen Nachnamen an. Sie war 24, er war ungefähr 32 Jahre alt. Ihr einziges Kind, Elizabeth (1608–1670), wurde am 21. Februar 1608 in der Holy Trinity Church getauft. Susanna Hall starb im Alter von 66 Jahren am 11. Juli 1649. Sie ist in der Holy Trinity Church in Stratford neben ihren Eltern begraben.